# Тузлов
Тузло́в (на руски: Тузлов) е река в Ростовска област на Русия, десен приток на Дон (влива се в ръкава ѝ Аксай).
Дължина – 182 km, площ на водосборния басейн – 4680 km2. Води началото си от южния склон на Донецкия хребет. Тече в югоизточно направление, преди да промени посоката си на изток. Захранването на реката е от смесен тип, като основно е от топенето на снеговете и по-малко от дъждове и подземни източници. Тузлов е най-пълноводна през март и април. През лятото пресъхва в горното си течение. Преминава почти изцяло през равнинни местности и релефа оказва въздействие на скоростта на течението на реката, която не превишава 1 m/s. Среден обем на потока (на 60 km от устието) – 2,1 m3/s, максимален 415 m3/s, минимален – 0,19 m3/s. При вливането на Тузлов в Аксай е разположен град Новочеркаск. Руслото на реката е от меандров тип.
Неплавателна. От притоците ѝ по-голям е река Грушевка.